# Bélenkaia
Bélenkaia (rus: Бе́ленькая) és un estratovolcà que es troba al sud de la península de Kamchatka, Rússia. El cim s'eleva fins als 892 msnm. Es desconeix quan va tenir lloc la darrera erupció.